# Phorocera
Phorocera is een geslacht van vliegen (Brachycera) uit de familie van de sluipvliegen (Tachinidae). De wetenschappelijke naam van het geslacht is voor het eerst geldig gepubliceerd in 1830 door Robineau-Desvoidy.

## Soorten
- P. aequalis (Reinhard, 1935)
- P. angustiforceps Wood, 1972
- P. assimilis (Fallen, 1810)
- P. atricans Tschorsnig, 1992
- P. auriceps Wood, 1972
- P. compascua (Reinhard, 1935)
- P. convexa Wood, 1972
- P. exigua Wood, 1972
- P. grandis (Rondani, 1859)
- P. obscura (Fallen, 1810)
- P. slossonae (Townsend, 1908)
- P. webberi (Smith, 1917)